# 573年
| 千纪： | 1千纪 |
| 世纪： | 5世纪 \| 6世纪 \| 7世纪                                                                                  |
| 年代： | 540年代 \| 550年代 \| 560年代 \| 570年代 \| 580年代 \| 590年代 \| 600年代                                |
| 年份： | 568年 \| 569年 \| 570年 \| 571年 \| 572年 \| 573年 \| 574年 \| 575年 \| 576年 \| 577年 \| 578年          |
| 纪年： | 癸巳年（蛇年）；高昌延昌十三年；北齊武平四年；西梁天保十二年；南朝陳太建五年；北周建德二年；新罗鴻濟二年 |

## 大事记
- 太建北伐，陳宣帝與周武帝聯合進攻北齊，淮南之地被陳朝所占。
- 緬甸勃固王國建立。

## 出生
- 窦建德
- 周靜帝（581年逝世，8岁）
- 蘭陵公主（楊阿五），隋文帝第五女。
- 楊秀，隋文帝楊堅第四子，封蜀王，後降為庶民。
- 阿布·伯克爾，伊斯蘭教歷史上的第一任哈里發。
- 劉逖，北齊中書侍郎、給事黃門侍郎、散騎常侍，因與崔季舒等勸阻北齊後主前往晉陽，被誅。
- 崔季舒，北齊總監內作，與劉逖同日被誅。
- 陳叔儼，陳宣帝第十五子。
- 陳胤，南朝陳廢太子、吳興王，後主陳叔寶庶長子。

## 逝世
- 王琳，南朝梁巴陵郡王、侍中，梁亡後逃至北齊，後敗於陳而被殺。
- 李昞 (北周)，隋朝唐國公，唐朝開國君主李淵的父親。
- 沈君理，南朝陳吏部尚書，其女沈婺華為陳後主陳叔寶之皇后。
- 高長恭，北齊文襄帝高澄第三子，曾受封蘭陵郡王，世稱蘭陵王。
- 納爾西斯，拜占庭帝國宦官，與貝利撒留同為東羅馬帝國查士丁尼大帝麾下大將，因為曾經滅亡東哥德王國，被後世稱為「哥德人之槌」。